# La perfezionista
La perfezionista è un film italiano del 2009 diretto da Cesare Lanza.

## Trama
Giselda è la segretaria di uno studio legale. Svolge le sue mansioni con il massimo della cura, con una pignoleria acuta in ogni espressione della sua vita, anche nel modo in cui tutti i giorni sbuccia una mela. La donna è innamorata di Angelo, un giovane musicista che ha incontrato per caso, e quando questi scopre di essere affetto da un tumore al cervello esplode la sua rabbia.